# Plegmatoptera flaviscutellata
Plegmatoptera flaviscutellata är en insektsart som beskrevs av Schmidt 1915. Plegmatoptera flaviscutellata ingår i släktet Plegmatoptera och familjen Dictyopharidae. Inga underarter finns listade i Catalogue of Life.